# Konrad Barth
Konrad Barth (* 25. November 1840 in München; † 2. Mai 1924) war ein deutscher Vergolder, Konsumgenossenschafter und Mitglied des ersten Vorstands des 1903 gegründeten Zentralverbandes deutscher Konsumvereine (ZdK).

Gesamtvorstand des ZdK 1903, v. l. Karl Schmidtchen, Konrad Barth, Max Radestock (Vorsitzender), Heinrich Kaufmann (Sekretär)

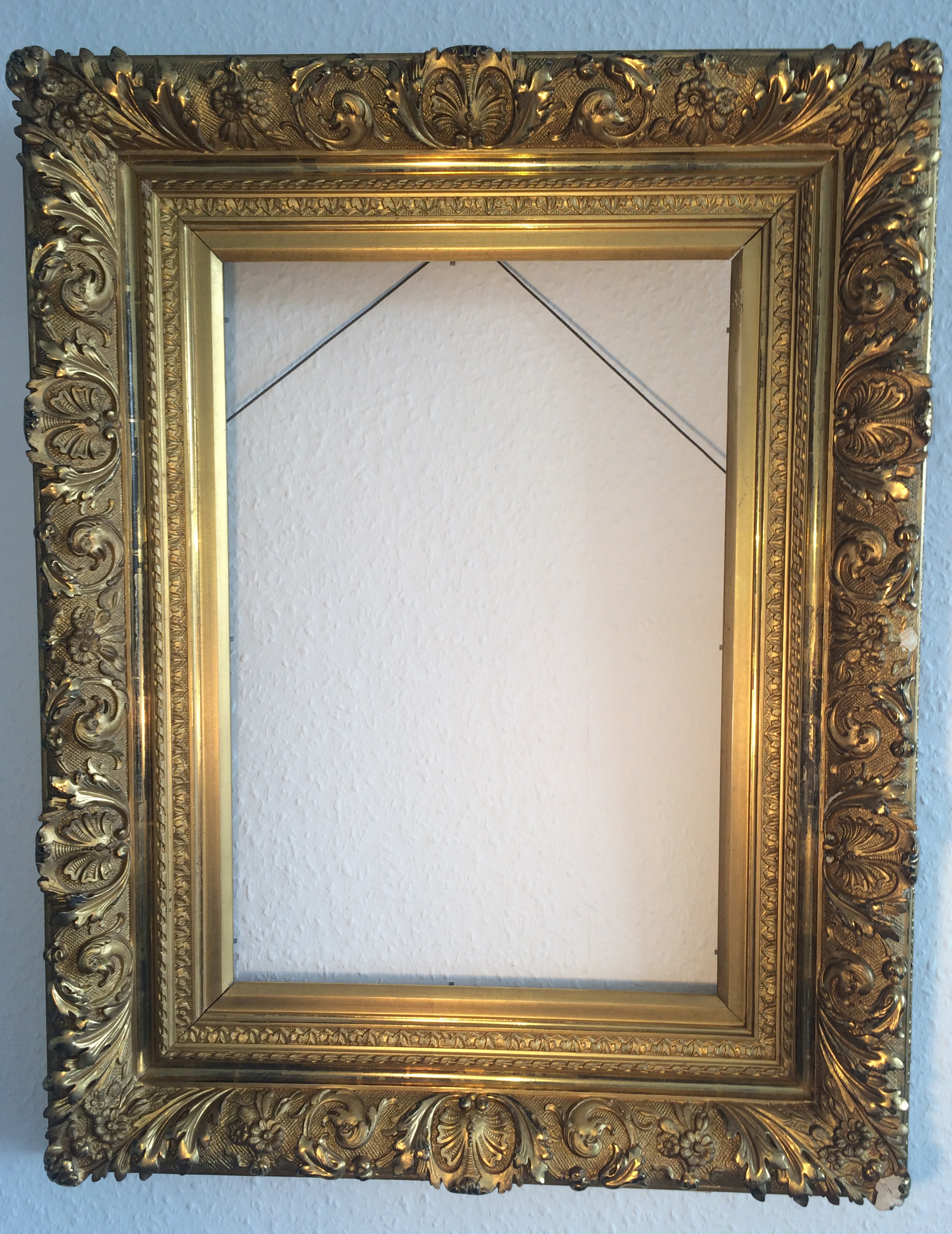
Vergolderrahmen von „Konrad Barth & Comp. Vergolderwaaren-Geschäft MÜNCHEN“

## Jugend
Konrad Barth wurde als Sohn eines Schneiders geboren. Nach dem Besuch der Volksschule erlernte er den Beruf des Vergolders. Nach der vierjährigen Lehre ging er als Geselle nach Stuttgart, Wiesbaden, Karlsruhe, Köln und Hamburg, bis er nach München zurückkehrte.

## Genossenschafter
Nach seiner Heirat trat er dem Consumverein München bei. Er war Gründer einer Baugenossenschaft und an der Gründung einer Produktivgenossenschaft für Vergolder beteiligt.
Im Winter 1872 wurde er Aufsichtsratsmitglied des Consumvereins München. 1892 übernahm er die Leitung des Verbandes Süddeutscher Konsumvereine. Es gab Differenzen auf dem Genossenschaftstag des Allgemeinen Verbandes der deutschen Erwerbs- und Wirtschaftsgenossenschaften im September 1902 in Kreuznach. Es sollten 98 Konsumgenossenschaften der Hamburger Richtung, die sich an der Großeinkaufs-Gesellschaft Deutscher Consumvereine (GEG) orientierten, ausgeschlossen werden. Auf Grund dieser Vorgänge erklärte er seinen Austritt aus der Baugenossenschaft und dem Consumverein München. Barth wurde Mitglied des Konsumvereins Sendling-München. Als Direktor des Verbandes Süddeutscher Konsumvereine wurde er auf der Gründungsversammlung des Zentralverbandes deutscher Konsumvereine am 18. Mai 1903 in den ersten Vorstand des Zentralverbandes gewählt und von diesem zum zweiten Vorsitzenden bestimmt. Diese Funktion wurde ehrenamtlich wahrgenommen. Aus der Leitung seines süddeutschen Verbandes schied er im Jahr 1918 aus und wurde zu dessen Ehrenvorsitzendem gewählt. Dem Vorstand des Zentralverbands und der Verlagsgesellschaft deutscher Konsumvereine gehörte er bis zu seinem Tod am 2. Mai 1924 an.

## Grundstück
In zeitgenössischen Adressbüchern wurde für das Grundstück Gänsbühel 4 die Brauerei Konrad Barth, des Vergolders, ausgewiesen. Es lag zwar auf dem Grundstück ein Braurecht, Barth hat das Brauhandwerk aber nie ausgeübt.